# نوردوالده
نوردوالده (به آلمانی: Nordwalde) یک شهر در آلمان است که در Steinfurt واقع شده‌است. نوردوالده ۹٬۳۲۵ نفر جمعیت دارد.